# Катарогус (Њујорк)
Катарогус (енгл. Cattaraugus) град је у америчкој савезној држави Њујорк.

## Демографија
По попису из 2010. године број становника је 1.002, што је 73 (-6,8%) становника мање него 2000. године.
| Група             | 2000.         | 2010.       |
| Белци             | 1.047 (97,4%) | 969 (96,7%) |
| Афроамериканци    | 0 (0,0%)      | 3 (0,3%)    |
| Азијати           | 0 (0,0%)      | 0 (0,0%)    |
| Хиспаноамериканци | 15 (1,4%)     | 19 (1,9%)   |
| Укупно            | 1.075         | 1.002       |